# Eric Woolfson
Eric Woolfson, né le 18 mars 1945 à Glasgow en Écosse et mort le 2 décembre 2009 à Londres, était un auteur-compositeur, claviériste, occasionnellement chanteur et producteur écossais. Il est surtout connu pour avoir fondé avec Alan Parsons le groupe rock progressif britannique The Alan Parsons Project.
Il est le principal auteur-compositeur du groupe et il a également chanté la plupart de leurs succès tels que Eye in The Sky, Don't answer Me, etc. Après leur séparation, Woolfson composa des comédies musicales, jusqu'à son décès le 2 décembre 2009.

## Biographie

### Jeunesse et début de carrière
Eric Woolfson naît à Glasgow en 1945 et grandit dans le quartier de Pollokshields (en). L'un de ses oncles est pianiste, ce qui l'encourage à prendre des cours durant son enfance, sans pousser plus loin sa formation musicale. Il tente de devenir expert-comptable, mais s'installe finalement à Londres afin de faire carrière dans la musique,.
Woolfson devient musicien de studio et fait la connaissance d'Andrew Loog Oldham, manager des Rolling Stones. Oldham s'apprête à lancer son label Immediate Records. Après avoir entendu l'une de ses compositions, il lui fait signer un contrat d'édition. Plusieurs titres de Woolfson sont enregistrés par les artistes du label, dont Marianne Faithfull et Chris Farlowe. Il travaille également avec d'autres artistes, dont Herman's Hermits, Marmalade et Frank Ifield. En France, des adaptations de ses chansons sont interprétées par Marie et Joe Dassin. Il enregistre un single en 1971 sous le nom d'Eric Elder,.
Par la suite, Woolfson devient agent artistique et travaille pour Carl Douglas et Alan Parsons, ingénieur du son aux studios Abbey Road et réalisateur artistique.

### The Alan Parsons Project
Avec Alan Parsons, Eric forme The Alan Parsons Project dont il est le principal compositeur. Il a l'idée de baptiser le groupe du nom de l'ingénieur du son. Pour leur premier projet, réalisé à l'aide de musiciens de différents groupes, notamment Ambrosia et Pilot (en), ils enregistrent des compositions de Woolfson inspirées de l'œuvre d'Edgar Allan Poe. L'album-concept Tales of Mystery and Imagination est édité en 1976 par le label britannique Charisma Records, spécialisé dans le rock progressif. Woolfson participe à l'enregistrement des dix albums studio du groupe. Après leur séparation, il accepte que Parsons donne des concerts sous le nom The Alan Parsons Live Project.

### Carrière solo
Après avoir mis un terme à sa collaboration avec Alan Parsons, Woolfson se lance dans l'écriture de comédies musicales et rencontre le succès avec sa première production, Freudiana, montée à Vienne en 1990,. Le spectacle est inspiré par le fondateur de la psychanalyse, Sigmund Freud,. Les spectacles suivants sont présentés en Allemagne et en Autriche. Gaudi, consacré à l'architecte Antoni Gaudí, est à l'affiche durant plusieurs années. Il est suivi par Gambler en 1996,, qui reçoit une récompense théâtrale en Corée du sud. En 2003, il sort  l'album Poe: More Tales of Mystery and Imagination avec Steve Balsamo, Fred Johanson, ainsi que divers musiciens et chanteurs. Dancing Shadows est présentée pour la première fois en Asie en 2007,. Son dernier spectacle, intitulé Poe, est une nouvelle fois inspiré par l'auteur américain. Il débute à l'Opernhaus (de) de Halle en 2009. La même année sort Eric Woolfson sings The Alan Parsons Project That Never Was, un album de chansons composées à l'époque où il faisait partie de The Alan Parsons Project et restées inachevées après la séparation du groupe.

## Vie privée
Il a épousé Hazel en 1969, ils ont deux filles, Sally et Lorna et quatre petits enfants, Toby, Amelie, Elsie et Cooper.
Woolfson compte parmi ses amis David Owen, le cofondateur du Parti social démocrate britannique. Le compositeur fait partie des administrateurs (trustees) du parti, qu'il soutient financièrement au cours des années 1980,.
Âgé de 64 ans, Eric Woolfson meurt d'un cancer le 2 décembre 2009 à Londres[réf. nécessaire].

## Discographie

### En solo
Single
- 1971 : San Tokay / Sunflower - Single sous le nom d'Eric Elder, arrangé et produit par 10 CC.

Albums
- 1990 : Freudiana
- 1991 : Black Freudiana
- 1996 : Gaudi (reprise)
- 1997 : Gambler
- 2000 : Freudiana
- 2003 : Poe: More Tales of Mystery and Imagination
- 2005 : Gambler
- 2007 : Dancing Shadows
- 2009 : The Alan Parsons Project That Never Was
- 2009 : Edgar Allan Poe: A Musical
- 2013 : Somewhere in the Audience

### Avec The Alan Parsons Project
- 1976 : Tales of Mystery and Imagination
- 1977 : I Robot
- 1978 : Pyramid
- 1979 : Eve
- 1980 : The Turn of a Friendly Card
- 1982 : Eye in the Sky
- 1984 : Ammonia Avenue
- 1984 : Vulture Culture
- 1985 : Stereotomy
- 1987 : Gaudi
- 2014 : The Sicilian Defence - Enregistré en 1979